# Glaucopsyche lederi
Glaucopsyche lederi är en fjärilsart som beskrevs av Bang-haas 1907. Glaucopsyche lederi ingår i släktet Glaucopsyche och familjen juvelvingar. Inga underarter finns listade i Catalogue of Life.